# Goniopteris paucijuga
Goniopteris paucijuga là một loài dương xỉ trong họ Thelypteridaceae. Loài này được Pic. Serm. mô tả khoa học đầu tiên.
Danh pháp khoa học của loài này chưa được làm sáng tỏ. 